# Napochim
Napochim este o companie producătoare de mase plastice din Cluj-Napoca.
Compania a fost înființată în anul 1950, desfășurând activități de prelucrare a maselor plastice.
În anul 1990 a avut loc privatizarea firmei, asociația salariaților PAS Napochim deținând 51,11% din acțiuni, un alt acționar important fiind SSIF Broker cu o participație de 13,17%, restul de 35,71% dintre acțiuni aflându-se în posesia unor persoane fizice.
Titlurile societății se tranzacționează la categoria de bază a pieței Rasdaq, sub simbolul NACH.
Principalii concurenți ai Napochim pe piața din România sunt firmele Limpack, filiala din România a grupului francez Limpack International, Coobox, Petruzalek (Austria) și companiile din România, Prodplast, Plastor, Munplast, Sterk Plast.
Număr de angajați în 2007: 233
Cifra de afaceri:
- 2008: 3,8 milioane euro[3]
- 2007: 4 milioane euro[3]